# Relações entre Kosovo e Panamá
Relações entre Kosovo e Panamá são relações exteriores entre o Kosovo[a] e Panamá.

## Relações Diplomáticas
O Kosovo declarou sua independência da Sérvia , em 17 de fevereiro de 2008 e o Panamá reconheceu em 16 de janeiro de 2009. 
O Kosovo e o Panamá estabeleceram relações diplomáticas em 27 de agosto de 2013, após o estabelecimento de relações diplomáticas Kosovo anunciou que seria a aberta uma Embaixada no Panamá, e que esta Embaixada seria para o  Kosovo "a porta de entrada para a América latina".

## References
1. ↑  Panamá puerta de entrada de Kosovo a América Latina Arquivado em 17 de setembro de  2016, no Wayback Machine., Ministerio de Relaciones Exteriores de la República de Panamá, 2013-08-27 (in Spanish)